# Исаев, Игорь Андреевич
И́горь Андре́евич Иса́ев (род. 11 июня 1945, Москва) — советский и российский историк права, специалист в области истории государства и права России. Доктор юридических наук, профессор. С 1990 года является заведующим кафедрой истории государства и права Московского государственного юридического университета имени О.Е. Кутафина. Заслуженный деятель науки Российской Федерации. 
Автор ряда монографических исследований по философии права. Индекс Хирша — 44.

## Биография
В 1969 году окончил Всесоюзный юридический заочный институт. В 1972 году защитил кандидатскую диссертацию «Государственно-правовое регулирование частного капитала в народном хозяйстве СССР в первые годы нэпа (1921—1925)», в которой исследовалась проблема воздействия правовых факторов на экономические структуры.
С 1972 года работает в ВЮЗИ (Московской государственной юридической академии). Исполнял обязанности декана и проректора, с 1990 года заведует кафедрой истории государства и права.
В 1974—1975 годах стажировался на юридическом факультете Карлова университета в Праге, где работал с архивными документами Русского юридического факультета. В 1987 году защитил докторскую диссертацию «Правовые формы хозяйственного строительства в многоукладной экономике СССР 20-х годов: историко-теоретическое исследование».
Является членом Международной академии высшей школы, Международной академии информатизации, Международной академии образования[уточнить], Международной академии права и государственности. Член Союза писателей России.
В 2015 году награждён премией «Юрист года» в номинации «За вклад в юридическую науку».

## Научная деятельность
Занимается исследованиями в области истории права, правовой идеологии, правовой культуры и правового символизма. Впервые начал разрабатывать тему евразийского политического движения. Опубликовал в России и за рубежом ряд работ по этим научным проблемам. Публиковался в журналах «Вопросы философии», «Вопросы экономики», «Социологические исследования», «Право и жизнь».
В 1980-е годы опубликовал ряд монографий (в частности: «Политико-правовая утопия в России (конец XIX — начало XX вв.)»; «Становление хозяйственно-правовой мысли в СССР (20-е гг.)» и др.), а также большое число работ по социологии права, культурологии и истории права.
Является автором ряда учебников по истории государства и права России, соавтор курсов по истории правовых и политических учений, в том числе: «Политика — правовая утопия в России» (М., 1991); «История государства и права России». Полный курс лекций (М., 1994); «История правовых и политических учений России» (М., 1995); «История России: правовые традиции» (М., 1995); «История России: традиции государственности» (М.,1995); «Метафизика власти и закона» (М., 1998); «История государства и права» (М., 2000); «Politica hermetica: скрытые аспекты власти» (М., 2000), а также научный редактор многотомных изданий по истории судебной власти и антологии правовой мысли.

## Публикации
- Politica hermetica. Скрытые аспекты власти
- Власть и закон в контексте иррационального
- Топос и номос: пространства правопорядков
- Господство
- Солидарность как воображаемое политико-правовое состояние
- Теневая сторона закона. Иррациональное в праве
- Идея порядка в консервативной ретроспективе
- Нормативность и авторитарность. Пересечения идей
- Солидарность как воображаемое политико-правовое состояние
- Алхимия власти: очерки по истории и мифологии права
- История государства и права зарубежных стран
- История и философия науки. Учебное пособие
- История правовых учений. Конспект лекций
- История отечественного государства и права России в вопросах и ответах